# 班维利耶
班维利耶（法語：Boinvilliers，法語發音：[bwɛ̃vilje] ⓘ）是法国伊夫林省的一个市镇，属于芒特拉若利区。

## 地理
班维利耶（48°55'4"N, 1°39'38"E）面积3.59 平方千米，位于法国法蘭西島大區伊夫林省，该省份为法国北部内陆省份，北起瓦兹河谷省，西接厄尔省，西南接厄尔-卢瓦省，东南接埃松省，东临上塞纳省。
与班维利耶接壤的市镇（或旧市镇、城区）包括：库尔让、弗拉库尔、蒙绍韦、罗赛、塞普特伊、韦尔、维莱特。

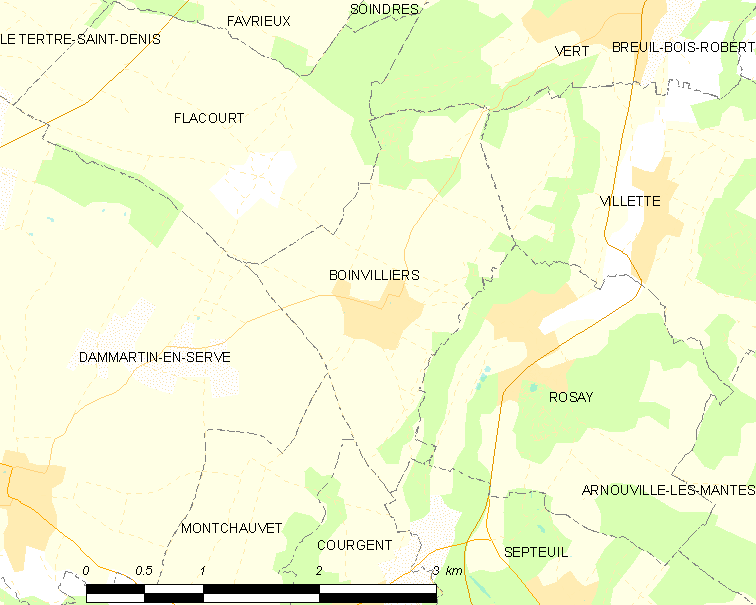
班维利耶的OSM定位图

班维利耶的时区为UTC+01:00、UTC+02:00（夏令时）。

## 行政
班维利耶的邮政编码为78200，INSEE市镇编码为78072。

## 政治
班维利耶所属的省级选区为塞纳河畔博尼耶尔县。

## 人口

1962-2008年间班维利耶人口变化图示

班维利耶于2022年1月1日时的人口数量为246人。